# 飯沼飛行士記念館
飯沼飛行士記念館（いいぬまひこうしきねんかん）は、世界的な名パイロットとして称賛された飯沼正明の経歴、遺品、手紙等関係資料などを展示した安曇野市立の記念館である。

## 主な展示品
- 経歴
- 胸像
- 遺品
- 手紙等関係資料

## 交通アクセス
- 鉄道：JR大糸線柏矢町駅から徒歩約15分または、JR大糸線豊科駅から車で約5分。
- 自動車：長野自動車道安曇野ICから車で約10分。